# Benzo(c)fluoren
Benzo[c]fluoren je policiklični aromatični ugljovodonik (PAH) sa mutagenskom aktivnošću. On je komponenta ugljene smole, dima cigareta i smoga. On se smatra jednim od glavnih uzročnika karcinogenosti tih materijala. Smatra se da mutagenost benzo[c]fluorena prvenstveno nastaje usled formiranja metabolita koji su reaktivni i imaju sposobnost formiranja DNK aducta. U KEGG bazi podataka benzo[c]fluoren je svrsta u grupu 3 karcinogena (koji se ne mogu klasikovati po njihovoj karcinogenosti za ljude). Njegova druga imena su 7H-benzo[c]fluoren, 3,4-benzofluoren, i NSC 89264.